# Дейксис
Де́йксис (др.-греч. δεῖξις — указание) в лингвистике — указание как значение или функция языковой единицы, выражается лексическими и грамматическими средствами.
Сфера дейксиса включает:
- Указание на участников речевого акта (ролевой дейксис), выражается различными видами местоимений (я, ты, мой, твой)
- Указание на степень отдалённости объекта высказывания, выражается указательными местоимениями и частицами (этот — тот, вот — вон)
- Указание на временную и пространственную локализацию (хронотопический дейксис), выражается местоименными наречиями (здесь, сейчас)

Языковые элементы и категории, относящиеся к дейксису, называются дейктическими.